# Sebastián Walker

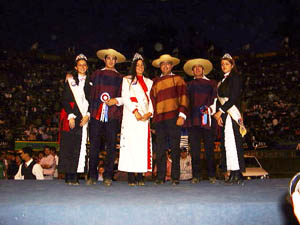
Sebastián Walker y Camilo Padilla celebrando el Campeonato Nacional de 2003.

Sebastián Walker Campos es un jinete de rodeo que nació en Chile en 1980.
Se consagró campeón del Champion de Chile el año 2003 junto a su collera Camilo Padilla, convirtiéndose en el tercer jinete más joven en ganar el Campeonato Nacional con tan solo 23 años y sin ser un jinete profesional. El jinete más joven en ser campeón fue Enrique Schwalm en el Campeonato Nacional de Rodeo de 1980, cuando tenía 19 años.
Un par de años antes de obtener el campeonato sufrió una grave rodada quedando un paso de la muerte que lo mantuvo inconsciente por varios días y sin esperanzas de recuperación. Tras un tiempo logró recuperarse y poco a poco fue retomando sus actividades normales, pensó en abandonar el rodeo, pero siguió adelante con el rodeo y sus estudios de agronomía. Luego del triunfo fue declarado Hijo Ilustre de Panguipulli.
Logró igualar el récord de 41 puntos en un campeonato nacional (6+11+13+11), pero el año 2006 fue quebrado el récord por Claudio Hernández y su hermano Rufino quienes obtuvieron 48 puntos.
Durante su carrera deportiva ha corrido con grandes jinetes, destacando Juan Carlos Loaiza, jinete más ganador de todos los tiempos, con quien fue collera representando al Vista Volcán, después de su salida del Santa Isabel.

## Campeonatos nacionales
| Año  | Collera        | Caballos             | Puntaje | Asociación |
| ---- | -------------- | -------------------- | ------- | ---------- |
| 2003 | Camilo Padilla | "Lucero" y "Destape" | 41      | Valdivia   |

### Segundos campeonatos
- 2015: junto con José Rojas, montando a "Remolienda" y "Se Te Nota" con 36 puntos.